# Hubert Striebig

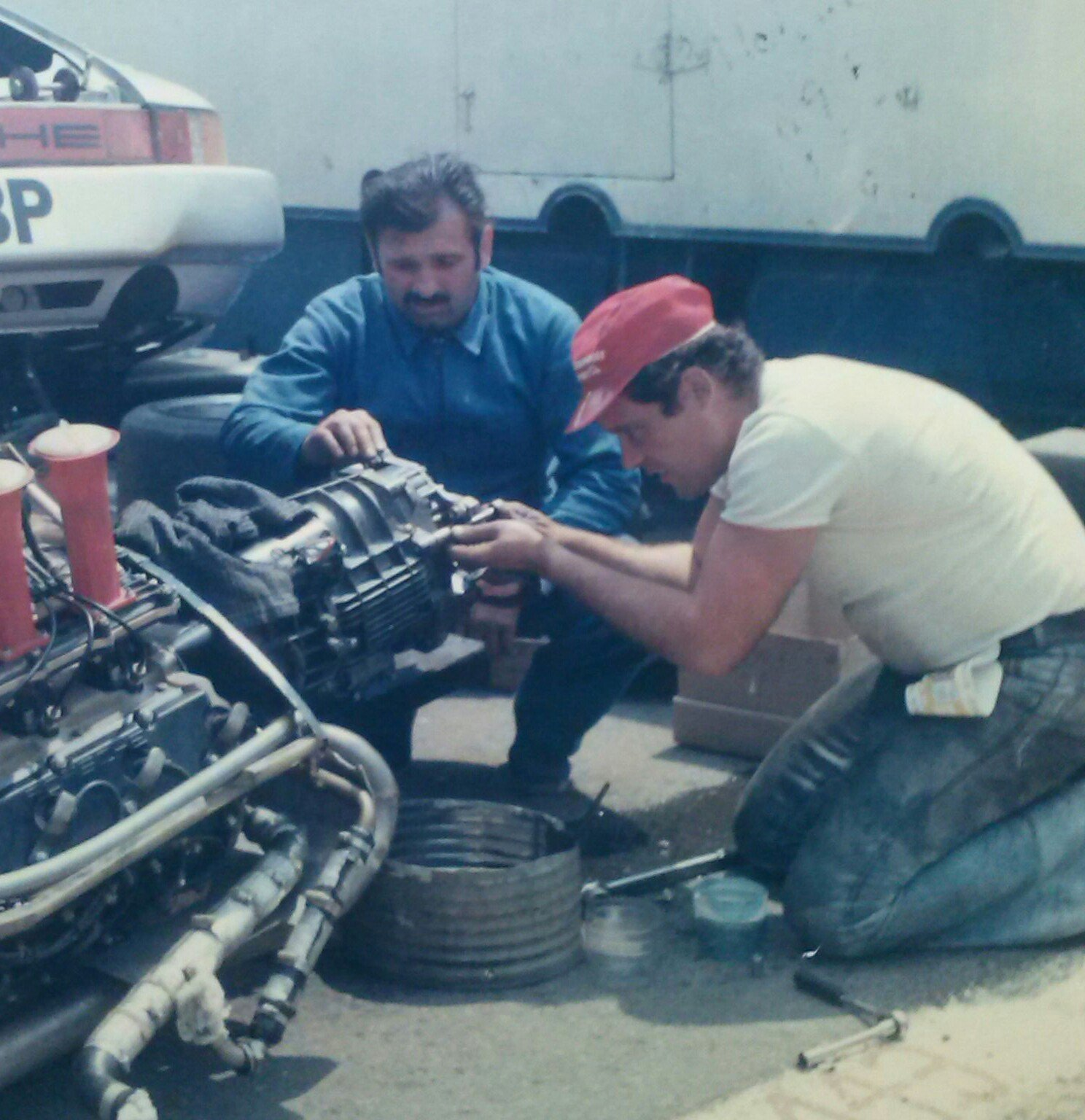
Moteur Porsche 911 S préparé par Louis Meznarie pour Hubert Striebig (Luc Méloua au centre, mécanicien à droite)

Hubert Striebig (né le 5 septembre 1939) à Wissembourg en France est un ancien pilote de course automobile international français.

## Carrière de coureur automobile
Hubert Striebig a, durant sa carrière de pilote automobile, participé 11 fois aux 24 Heures du Mans. Son meilleur résultat dans cette course a été une 11e place au classement général,,. 

## Palmarès

### Résultats aux24 heures du Mans
| Année | Écurie                      | Copilotes                                     | Voiture                 | Classe | Tours | Pos. | Class Pos. |
| ----- | --------------------------- | --------------------------------------------- | ----------------------- | ------ | ----- | ---- | ---------- |
| 1974  | Louis Meznarie              | Hughes Kirschoffer (de) Jean-Louis Chateau    | Porsche 911 Carrera RSR | GTS    | 23    | Nc.  | Nc.        |
| 1975  | Louis Meznarie              | Hughes Kirschoffer (de) Pierre Mauroy         | Porsche 911 Carrera RSR | GTS    | 242   | 28e  | 11e        |
| 1976  | Louis Meznarie              | Anne-Charlotte Verney Hughes Kirschoffer (de) | Porsche 934             | Gr.5   | 298   | 11e  | 5e         |
| 1977  | Anne-Charlotte Verney / BP  | Anne-Charlotte Verney René Metge Dany Snobeck | Porsche 911 Carrera RSR | Gr.5   | 254   | 18e  | 2e         |
| 1979  | BP Racing / Hubert Striebig | Alain Cudini Hughes Kirschoffer (de)          | TOJ SC206               | Gr.6   | 121   | Abd. | Abd.       |
| 1980  | Hubert Striebig             | Michel Pignard Mario Ketterer (de)            | TOJ SM01                | Gr.6   | 79    | Abd. | Abd.       |
| 1982  | Michel Lateste              | Michel Lateste Jacques Heuclin                | URD C81                 | C      | 45    | Abd. | Abd.       |
| 1983  | Hubert Striebig             | Noël del Bello (en) Jacques Heuclin           | Sthemo SM01             | C Jr   | 71    | Abd. | Abd.       |
| 1984  | Hubert Striebig             | Noël del Bello (en) Jacques Heuclin           | Sthemo SM C2            | C2     | 42    | Abd. | Abd.       |
| 1985  | Blanchet Locatop            | Michel Dubois Noël del Bello (en)             | Rondeau M379            | C2     | 65    | Abd. | Abd.       |
| 1986  | Porsche Kremer Racing       | Pierre Yver Max Cohen-Olivar                  | Porsche 956             | C1     | 160   | Abd. | Abd.       |

## Carrière après la course
L'entreprise familiale de transports Striebig de Wissembourg a été créée par Urbain Striebig (1924-1992), le frère aîné de Hubert. Elle avait d'abord pour objet le transport de tuyaux de forage pour Pechelbronn, puis le transport de travailleurs frontaliers entre la France et l'Allemagne. Urbain la développe par des rachats successifs d'autres entreprises alsaciennes de transport de personnes ou de fret. Devenu patron de l'entreprise à la suite de son frère, Hubert Striebig poursuit cette politique de développment. En 2001, le groupe Striebig conclut une alliance avec DaimlerChrisler. Ainsi, une plateforme logistique de 100 000 m2 voit le jour en 2004, c'était à l'époque la plus grande d'Alsace. Striebig se réoriente graduellement vers le transport de tourisme et la logistique et crée un centre de transport à Brumath. L'entreprise est rachetée en 2014 par Keolis, filiale de la SNCF, et rebaptisée Striebig Keolis.

## Décorations
- Chevalier de la Légion d'honneur, remise le 16 Novembre 2006 par le ministre délégué à l'industrie, François Loos[4].